# 平林站
平林站是一个汉丹线上的铁路车站，位于湖北省广水市平林镇，建于1962年，目前为四等站，邮政编码为432732。目前客运：办理旅客乘降；行李、包裹托运；货运：办理整车货物发到。

## 临近车站
1. 1 2  中国铁路武汉局集团有限公司年鉴编纂委员会 (编). . 武汉. 2021 （中文（中国大陆））.